# Libuše Heczková
Libuše Heczková (* 7. února 1967 Praha) je česká literární historička, bohemistka, rusistka a editorka. Zabývá se literární historií českého modernismu a genderovými studii. Od roku 2021 je ředitelkou Ústavu české literatury a komparatistiky Filozofické fakulty Univerzity Karlovy.

## Studium
Vystudovala českou a ruskou filologii na FF UK, v roce 1992 obhájila diplomovou práci Jiří Karásek ze Lvovic a Fjodor Sologub. Dva typy dekadence. V rámci studia absolvovala roční stáž na Univerzitě v Tartu u Jurije Lotmana. V roce 2000 ukončila postgraduální studium oboru Dějiny české literatury na Katedře české literatury a literární vědy FF UK. Titul Ph.D. získala na základě obhajoby disertační práce Zkušenost tří samot: K některým otázkám recepce díla Friedricha Nietzsche v české kultuře konce 19. a počátku 20. století. T. G. Masaryk, F. X. Šalda, Růžena Svobodová.

## Vědecká činnost
V roce 2010 byla Libuše Heczková jmenována docentkou Univerzity Karlovy v Praze pro obor dějiny české literatury na základě obhajoby habilitační práce Píšící Minervy. Kapitoly z dějin české literární kritiky, jež posléze vyšla i knižně. V této publikaci se věnuje českým literárním kritičkám a esejistkám přelomu 19. a 20. století, s důrazem na tvorbu Elišky Krásnohorské. Vedle toho mapuje i literárněkritické a feministické diskuze, které se na přelomu století odehrávaly v takových časopisech jako byly Ženské listy, Ženský svět, Ženská revue, Ženský obzor a Ženské směry.
Zájem o úděl profesně aktivních žen v dějinách představuje konstantu v rámci badatelské činnosti Heczkové. V české literární vědě patří k jedním z mála badatelek a badatelů, kteří se zabývají feminismem a otázkou genderu v moderní české literatuře a kultuře.
Libuše Heczková je členkou Centra genderových studií FF UK, je editorkou časopisu pro mezioborová bohemistická studia Slovo a smysl a příležitostně přispívá do časopisů A2 a Revolver Revue.

## Dílo
- Heczková, Libuše: Čtení o Boženě Němcové. Institut pro studium literatury, Praha, 2021.
- Heczková, Libuše: Čtení o Elišce Krásnohorské. Institut pro studium literatury, Praha, 2019.
- Bahenská Marie, Heczková, Libuše, Musilová, Dana: Nezbytná, pomlouvaná, osvobozující. O ženské práci. České Budějovice, Veduta 2017.
- Bahenská Marie, Heczková Libuše, Musilová Dana (eds.): O ženské práci. Praha, Masarykův ústav a Archiv AV ČR, v.v.i. 2014.
- Heczková, Libuše, Pachmanová, Martina, Šámal, Petr: Jako odlesk měsíce v jezeře. Česká teorie a kritika umění v genderových souvislostech, 1865–1945. Praha, Arbor Vitae 2014.
- Hanáková, Petra, Heczková Libuše, Kalivodová, Eva, Svatoňová Kateřina: Volání rodu. Praha, Akropolis, 2013. (výbor z článků věnovaných genderové teorii a historii v literatuře a filmu.)
- Heczková, Libuše, Svatoňová, Kateřina (eds.): Jus suffragi: Politické projevy Boženy Vikové-Kunětické z let 1890–1926. Praha: Ústav T. G. Masaryka 2012.
- Bahenská, Marie, Libuše Heczková, and Dana Musilová. Iluze spásy: české feministické myšlení 19. a 20. století. České Budějovice, Veduta, 2011.
- Bahenská, Marie, Heczková, Libuše, Musilová, Dana: Ženy na stráž!: české feministické myšlení 19. a 20. století. Praha, Masarykův ústav 2010.
- Heczková, Libuše. Píšící Minervy. Vybrané kapitoly z dějin české literární kritiky. Univerzita Karlova, Filozofická fakulta, 2009.